# Chiesa di San Pantaleo (Cortemilia)
La chiesa di San Donato  è la parrocchiale di Cortemilia  nella provincia di Cuneo in Piemonte. Appartiene alla diocesi di Alba, e risale al XIII secolo.